# Acanthocephalus goaensis
Acanthocephalus goaensis är en hakmaskart som beskrevs av Sohan Lal Jain och Gupta 1981. Acanthocephalus goaensis ingår i släktet Acanthocephalus och familjen Echinorhynchidae. Inga underarter finns listade i Catalogue of Life.